# Константинос Белиос
Константинос Димитриу Белиос (на гръцки: Κωνσταντίνος Δημητρίου Μπέλιος, срещано и като Μπέλλος, Μπέλλιος или Μπέλιος) е австрийски благородник от влашки произход, роден в Егейска Македония.

## Биография
Роден е на 7 март 1772 година във Влашка Блаца, Османска империя (днес Власти, Гърция), в семейството на Димитриос и Деспина Белиос, емигранти от разрушената три години преди раждането му от албанците влашка грамоска паланка Линотопи, която той смята за своя родина. Брат е на Стефанос Белиос (Блаца, 1767 – Букурещ, 1835), логотет на Влашко, и на Георгиос Белиос.
Емигрира със семейството си в 1776 година и след кратък престой в столицата Цариград се установява в Австрийската империя. Учи в Дунавските княжества. Прави завидна търговска кариера и на 24 февруари 1817 година Белиос става барон.
Полага големи усилия за подпомагането на новоосвободена Гърция. Белиос учредява Археологическото дружество в Атина в 1837 година заедно с други видни личности от този период.

## Галерия
- Печат на барон Константин Белиос, 1837 г.
- Превод на „Робинзон Крузо“, Виена, 1792 г., от „Константинос Димитриу Белиос от Линотопи, Македония“